# Orri Freyr Þorkelsson
Orri Freyr Þorkelsson (Reykjavik, 25 de junio de 1999) es un jugador de balonmano islandés que juega de extremo izquierdo en el Sporting CP de la Andebol 1. Es internacional con la selección de balonmano de Islandia.
Su primer gran campeonato con la selección fue el Campeonato Europeo de Balonmano Masculino de 2022.

## Palmarés

### Haukar
- Copa de la Liga de balonmano de Islandia (1): 2019

### Elverum
- Liga de Noruega de balonmano (1): 2022

### Sporting Portugal
- Liga de Portugal de balonmano (1): 2024
- Copa de Portugal de balonmano (1): 2024

## Clubes
| Club             | País     | Año       |
| ---------------- | -------- | --------- |
| Haukar Handball  | Islandia | 2016-2021 |
| Elverum Håndball | Noruega  | 2021-2023 |
| Sporting CP      | Portugal | 2023-Act. |